# Trogon aurore
Trogon rufus
Espèce
Statut de conservation UICN

 LC  : Préoccupation mineure
Le Trogon aurore (Trogon rufus) est une espèce d'oiseau de la famille des Trogonidae.